# Talp daurat de Marley
El talp daurat de Marley (Amblysomus marleyi) és una espècie de talp daurat, originària de Sud-àfrica i possiblement Eswatini. Els seus hàbitats naturals són els boscos temperats, boscos secs tropicals o subtropicals, boscos humits de terres baixes tropicals o subtropicals, montans humides tropicals o subtropicals, sabanes seques, sabanes humides, matollars temperats, matollars secs tropicals o subtropicals, herbassars temperats, herbassars secs de terres baixes tropicals o subtropicals, zones arables, pastures, plantacions, jardins rurals, àrees urbanes i vegetació introduïda. Està amenaçat per la pèrdua d'hàbitat.